# Duilio Davino
Duilio César Jean Pierre Davino Rodríguez (ur. 21 marca 1976 roku w León) – meksykański piłkarz pochodzenia argentyńskiego występujący najczęściej na pozycji środkowego obrońcy, menedżer sportowy.
Jest synem Jorge Davino, piłkarza argentyńskiego występującego przez wiele lat w Meksyku. Posiada brata Flavio Davino, także zawodowego piłkarza.

## Kariera klubowa
Duilio Davino zawodową karierę rozpoczynał w 1993 roku w Tecos UAG. W pierwszych dwóch sezonach spędzonych w tym zespole Meksykanin rozegrał tylko dwa spotkania, jednak w rozgrywkach 1995/1996 wywalczył sobie miejsce w podstawowej jedenastce. W barwach drużyny Tecos Davino wystąpił w 69 ligowych meczach.
W 1997 roku przeniósł się do klubu Club América, gdzie od razu przebił się do pierwszego składu. Razem z zespołem Aguilas w 2000 i 2002 roku dotarł do półfinału rozgrywek Copa Libertadores. W 2002 i 2005 roku wywalczył mistrzostwo Meksyku, w 2005 roku wygrał także superpuchar kraju, a w 2006 roku wraz z drużyną zwyciężył w Pucharze Mistrzów CONCACAF. W zespole América Duilio występował przez ponad dziesięć lat, w trakcie których rozegrał 323 ligowe mecze.
W 2008 roku Meksykanin podpisał kontrakt z występującym w Major League Soccer FC Dallas, jednak po zakończeniu sezonu pozostał bez klubu. Na początku 2009 roku trafił do Puebli i do końca sezonu rozegrał 19 ligowych meczów. Po zakończeniu ligowych rozgrywek Davino przeszedł do innego meksykańskiego klubu – Monterrey, gdzie od razu wywalczył sobie miejsce w podstawowym składzie. Z Monterrey Davino wywalczył dwa tytuły mistrzowskie (Apertura 2009 i Apertura 2010).
Latem 2011 Davino odszedł do drużyny, w której rozpoczynał swoją piłkarską karierę – Tecos UAG.

## Kariera reprezentacyjna
W reprezentacji Meksyku Davino zadebiutował w 1996 roku. W 1996 roku wraz z drużyną narodową dotarł do ćwierćfinału Igrzysk Olimpijskich, w którym Meksykanie zostali wyeliminowani przez Nigerię. W tym samym roku Duilio wystąpił także w rozgrywkach Złotego Pucharu CONCACAF, które zakończyły się zwycięstwem jego zespołu.
W 1998 roku Davino znalazł się w kadrze reprezentacji Meksyku na Mistrzostwa Świata we Francji. Na mundialu tym podopieczni Manuela Lapuente dotarli do 1/8 finału, w którym musieli uznać wyższość Niemców. Duilio był podstawowym zawodnikiem swojego zespołu i wystąpił we wszystkich 4 meczach w pełnym wymiarze czasowym. Łącznie dla reprezentacji Meksyku Davino rozegrał 84 spotkania.